# حارة بير البطة الشمالية (صنعاء)
حارة بيرالبطة الشمالية هي إحدى حارات حي الجرداء بمديرية السبعين إحد مديريات العاصمة اليمنية صنعاء، بلغ تعداد سكانها 3937 نسمة حسب تعداد اليمن لعام 2004.